# Ян Ламерс
Ян Ламерс (на нидерландски: Jan Lammers) е бивш пилот от Формула 1.
Роден на 2 юни 1956 година в Зандворт, Нидерландия.

## Формула 1
Ян Ламерс прави своя дебют във Формула 1 в Голямата награда на Аржентина през 1979 година. В световния шампионат записва 41 състезания като не успява да спечели точки.